# TGV Haute-Picardie

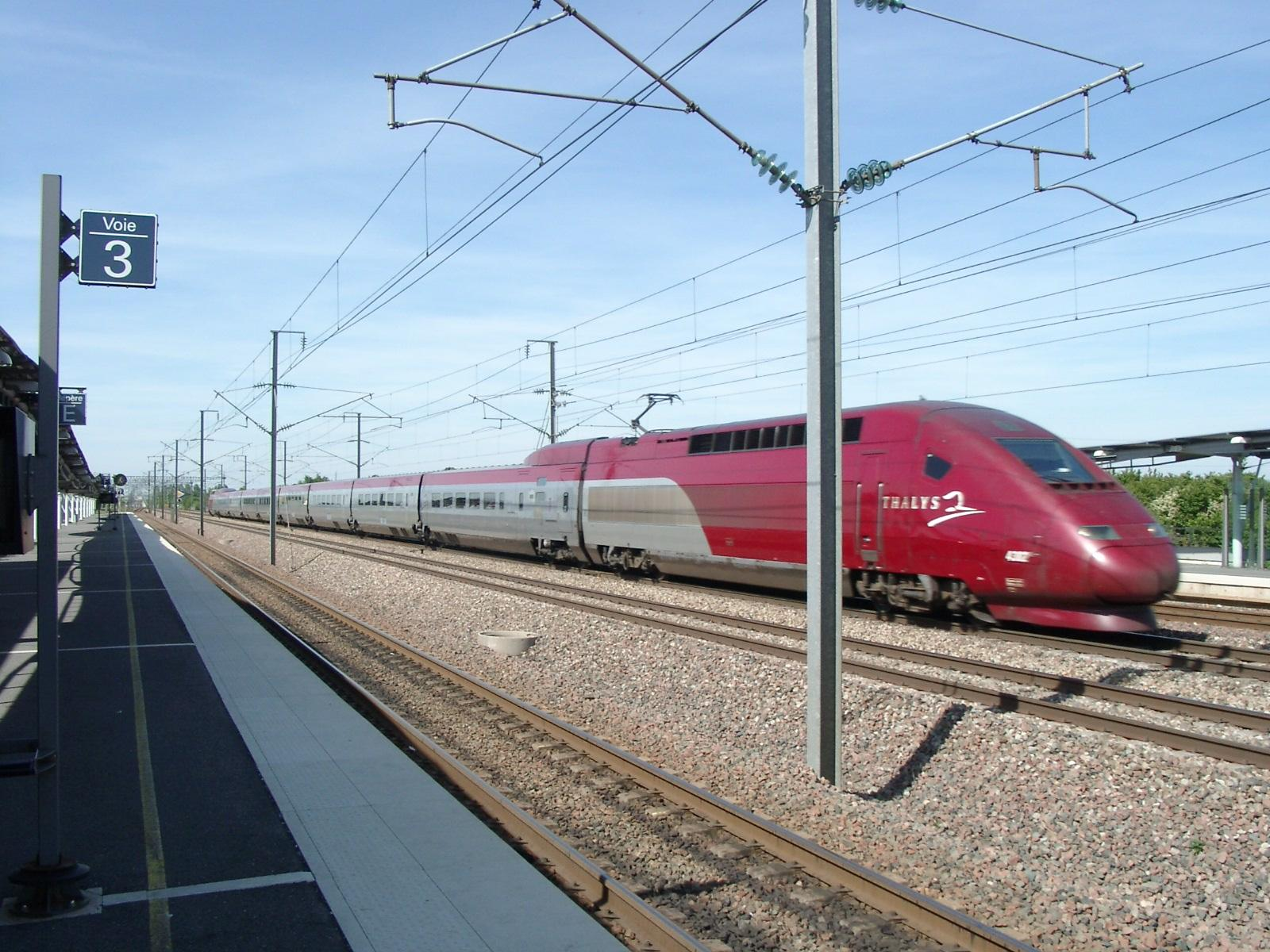
Pociąg TGV Thalys PBKA mijający dworzec TGV Haute-Picardie.

TGV Haute-Picardie (dawna nazwa Ablaincourt-Pressoir) – dworzec kolejowy przeznaczony dla pociągów TGV, zbudowany na linii LGV Nord pomiędzy miastami Amiens oraz Saint-Quentin, w odległości około 40 km od każdego z nich. Dworzec jest usytuowany w pobliżu węzła autostrad A 1 i A 29, co umożliwia połączenie regularną komunikacją autobusową z centrami obydwu miast.
Dworzec oddano do użytku w roku 1994 już po uruchomieniu linii LGV Nord. Architektura dworca jest bardzo prosta, z budynkiem po zachodniej stronie i czterema torami, z czego dwa środkowe pozwalają pociągom TGV na przejazd z pełną prędkością 300 km/h, a pozostałe 2 są położone przy dwóch peronach umieszczonych na zewnątrz torów przelotowych. Tory przelotowe nie są w żaden sposób oddzielone od pozostałej części dworca.
Dworzec jest położony z daleka od jakichkolwiek skupisk ludności i otoczony polami, na których uprawiane są buraki cukrowe, co dało początek złośliwej nazwie Buraczany dworzec (fr. La Gare des betteraves). Jest ona echem kontrowersji, jakie towarzyszyły jego budowie, kiedy to obydwa zainteresowane miasta postulowały wytyczenie nowej linii kolejowej i budowę nowej stacji w ich pobliżu.

## Połączenia
Dworzec jest mało znaczącym punktem sieci TGV, odjeżdża z niego około 24 pociągów dziennie, łączących Lille i Brukselę z południowymi miastami Francji. Brak natomiast połączenia z centrum Paryża. Tym niemniej dworzec wydaje się być użyteczny, pomimo jego odizolowania od większych miast – w roku 2005 skorzystało z niego ok. 360 tys. podróżnych, średnio 1000 dziennie, o 6% więcej niż w roku poprzednim. Rozbudowano również parking przed dworcem.